# Чхаттісгархі
Чхаттісгархі(छत्तीसगढ़ी / ଛତିଶଗଡ଼ି) — східний різновид гінді, яким розмовляють приблизно 17,5 мільйона людей у штаті Чхаттісгарх та інших штатах, в основному це Одіша, Мадх'я-Прадеш і Махараштра. Згідно з національним переписом населення Індії вважається діалектом гінді. Записується письмом деванагарі.

## Класифікація
Найближчими мовами до чхаттісгархі є багелі та авадхі. Усі три мови класифікуються в групі східно-центральних індійських мов у межах індоарійських мов, індійської гілки індоєвропейської мовної сім'ї. Індійський уряд, з іншого боку, офіційно вважає цю мову східним діалектом гінді, хоча Чаттісгархі можна розглядати як окрему мову відповідно до лінгвістичних критеріїв. Чхаттісгархі поділяється на різні діалекти, напр. Байгані, Бхулія, Бінджварі, Каланга, Каварді, Хайрагархі, Садрі Корва та Сургіджа.

## Граматика
Як і близькоспоріднена гінді, чхаттісгархі має відмінки використовує постпозиції замість прийменників. Однак, на відміну від гінді, чхаттісгархі не має непрямих відмінків, тому постпозиції можна просто додати в кінці іменника, не змінюючи самого іменника.